# Trasformazione termodinamica
La trasformazione termodinamica è un processo fisico tramite il quale un sistema termodinamico passa da uno stato di equilibrio termodinamico ad un altro.

## Descrizione
Un sistema termodinamico si trova in linea di massima in uno stato di equilibrio termodinamico quando le principali variabili del sistema (ovvero pressione, volume e temperatura) non subiscono nessuna ulteriore variazione con il passare del tempo.
Nel caso in cui due o tutte le variabili sopracitate si modifichino (il variare di una sola di esse è impossibile in quanto sono tutte interconnesse da un rapporto di proporzione inversa o diretta) siamo in presenza di una trasformazione termodinamica, che porta il sistema verso un altro punto di equilibrio.
Lo stato iniziale e finale di una trasformazione sono identificati da due (coppie di) valori delle tre grandezze che definiscono lo stato di un corpo: pressione, volume o temperatura.
Una trasformazione termodinamica può avvenire:
- scambiando lavoro, ma senza scambi di calore (per un sistema adiabatico: trasformazione adiabatica);
- scambiando calore, ma non scambiando lavoro; (per esempio per una trasformazione isocora)
- scambiando sia lavoro che calore (per esempio per una trasformazione isobara o una isoterma)

Una trasformazione termodinamica può essere reversibile oppure essere irreversibile; tutte le trasformazioni reali sono irreversibili, in quanto non si possono eliminare totalmente gli attriti, quindi la condizione di reversibilità è solo una approssimazione teorica.
Altre trasformazioni sono:
- Trasformazione isoentropica
- Trasformazione isotermobarica
- Trasformazione isoentalpica
- Trasformazione isocorobarica